# LINE Pay
LINE Pay株式会社（ラインペイかぶしきがいしゃ、英: LINE Pay Corporation）は、電子決済サービスを展開する日本のIT企業。登録済み資金移動業者でもある（関東財務局長第00036号 ）。
LINE Payは同社が提供する電子決済サービスの名称である。
コード決済の統合により、LINE PayのユーザーはPayPayの加盟店でサービスを利用できるようになる。LINE Payは、アジアの主要国（台湾・タイ）を中心にグローバルな成長を目指している。
2025年4月30日、日本国内における「LINE Pay」のサービスを終了した。

## 概要
2014年12月に日本国内でサービス提供が開始。全国の銀行やコンビニエンスストアと提携し、コンビニエンスストアATMからアカウントに残高をチャージしたり、LINE Pay内で11通貨に両替するサービスも提供している。
LINEヤフーが提供するソーシャルメディアアプリ「LINE」のユーザ向けに提供されているQRコード決済サービスで、LINEアプリのユーザであれば容易にチャージ、決済、送金することができ、LINEのコミュニケーションの延長線上で、知人間の割り勘や企業側からの宣伝、クーポーンの配信を受けることができる、「LINE経済圏」のコミュニティ内にあることを特徴とする。
チャージ残高（上限10万円）かクレジットカードでの決済機能は、「LINE Cash」と定義されており、本人確認は不要であるが、LINE上での知人間送金や銀行口座からの出金する「LINE Money」と称される部分に関しては、本人確認が必須となる。なお、送金手数料は無料であるが、銀行口座からの引き出しには手数料が発生する。
ユーザへのポイント還元施策としては、「LINE Payボーナス」として利用額に応じてバッジカラーが付与され、利用額が大きいほどポイント還元率が高くなる仕組みが導入されていたが、2019年11月に、広告動画の視聴やゲーム、LINE内のサービス利用で付与される「LINEポイント」に一本化された。
LINEヤフーの証券子会社「LINE証券」もLINE Payから利用することが可能である。
2021年3月1日、同業の決済サービスを提供しているPayPayを運営しているZホールディングスとLINEが経営統合したのに伴い、LINE PayをPayPayに統合することで協議を開始したことを発表した。2021年8月17日からPayPayの加盟店でもLINE Payが使えるようになった。なお、日本国外では引き続きLINE Payがサービスを提供することで調整している。
2024年6月13日、LINEヤフーとLINE Payは、日本国内における「LINE Pay」のサービスを2025年4月30日までに終了することを発表したが、台湾などの日本国外では引き続きサービスが使用できるとした。
2025年4月30日、日本国内における「LINE Pay」のサービスを終了した。台湾、タイの現地で提供しているLINE Payサービスは今後も継続するとしている。

## 日本国外での展開、提携
日本国外の展開としては特に台湾、タイにてシェアを拡大させている。
「LINE Pay Global Alliance」の枠組みを通じて、日本国内でLINE Payを導入すれば、台湾、タイ王国、インドネシアのLINE Payのユーザが決済することが可能である。

### 台湾
台湾では、中国信託商業銀行との共同ブランドでカードを発行している。統一夢時代（ドリームモール）、環球購物中心（グローバルモール）、漢神アリーナショッピングプラザ、漢神百貨、美麗華百楽園、遠東SOGO、新光三越、微風広場、台北101、統一時代百貨などの百貨店、雲朗観光グループ、マリオット・インターナショナル、シャーウッド台北などのホテルチェーン、主要なコンビニエンスストアチェーン、ワトソンズ、Studio Aなどの小売店で利用可能。NPOに寄付を行うサービスも提供している。

### タイ
タイにおいては、ラビット・カードを展開するBBSホールディングスと提携、「Rabbit LINE Pay」として展開されている。

## 不祥事
2021年12月6日、ソフトウェア開発のプラットフォームである「GitHub」上で、一部ユーザーのキャンペーン参加に関わる情報が閲覧できる状態になっていると報告された。51,543アカウント（日本国内のLINE Payユーザー）、海外のグループ会社で展開されているLINE Payユーザーを含めると133,484アカウントが閲覧可能となっていた。情報に、氏名・住所・電話番号・メールアドレス・クレジットカード番号・銀行口座番号等は含まれてはいない。2021年11月24日18時45分に「GitHub」上の当該情報の削除を完了。当該情報に対するアクセス件数は11件とされ、また現時点でユーザーへの影響は確認されていないとしている。

### 詐欺事件
2024年2月7日、警視庁犯罪収益対策課は、東京都墨田区の会社役員ら男女6人を電子計算機使用詐欺罪の疑いで逮捕。2020年4月から翌年8月にかけて約2400回・約11億8000万円分の商品を購入したように装い、LINEPayの代金決済で約3500万円分のポイントを詐取したと見られる。2020年当時は、LINE Payにおいて高還元のキャンペーンが多数存在した。